# Les Siècles
Les Siècles est un orchestre créé en 2003 par François-Xavier Roth, dont l'ambition est de mettre en perspective des œuvres du XVIIe siècle à aujourd'hui. Les musiciens de cet orchestre jouent chaque répertoire sur les instruments historiques appropriés. En mai 2024, l'ensemble connaît une crise à la suite des accusations envers François-Xavier Roth d'envois de messages à caractère sexuel non sollicités. Ce dernier quitte immédiatement ses fonctions à la suite de ces révélations.

## Présentation
Les Siècles se produisent régulièrement à Paris (Opéra Comique, Salle Pleyel, Théâtre du Châtelet, Philharmonie de Paris), à La Côte-Saint-André, dans le département de l’Aisne (Cité de la musique de Soissons, Laon), à Aix-en-Provence, Metz, Caen, Nîmes, Royaumont et sur les scènes internationales à Amsterdam (Concertgebouw), Londres (BBC Proms), Bremen, Bruxelles (Klara Festival), Wiesbaden, Luxembourg, Cologne, Tokyo, Essen.
En 2013, l'orchestre a reçu l'autorisation exclusive de l'éditeur Boosey & Hawkes de rejouer Le Sacre du printemps tel qu'il a pu être entendu au Théâtre des Champs-Élysées le 29 mai 1913. Ils ont donné cette version plusieurs fois en concert en France et à l'étranger. Cette série de concerts a aussi fait l'objet d'un enregistrement avec la version 1911 de Petrouchka, pour un disque édité chez Musicales Actes Sud.
Depuis la Saison 2020-2021, il est le directeur musical de l'Atelier Lyrique de Tourcoing.
Leurs disques Stravinsky et Debussy ont été élus Disque classique de l’année dans le Sunday Times et Editor’s choice dans le BBC Music Magazine & Gramophone. Leur disque Stravinsky a remporté le prestigieux prix Edison Klassiek 2012 aux Pays-Bas ainsi que le Preis der Deutschen Schallplatten Kritik en Allemagne. Leur enregistrement Bizet-Chabrier a été récompensé d’un Diapason d’Or par la revue du même nom et a reçu 5 étoiles dans le magazine allemand Fono Forum. Neuf opus sont déjà sortis dans leur label « Les Siècles Live » en coédition avec Musicales Actes Sud : Berlioz, Saint-Saëns, Matalon, L'Oiseau de feu d’Igor Stravinsky, Dubois, Liszt, Debussy, Dukas, Le Sacre du printemps et Petrouchka d’Igor Stravinsky. Leur dernier album, consacré au ballet Daphnis & Chloé de Maurice Ravel est sorti chez Harmonia Mundi en mars 2017.
Soucieux de transmettre au plus grand nombre la passion de la musique classique, les musiciens de l’ensemble proposent régulièrement des actions pédagogiques dans les écoles, les hôpitaux ou encore les prisons. L’orchestre est également partenaire de l’Atelier symphonique départemental de l’Aisne, du Jeune Orchestre européen Hector Berlioz et de DEMOS (dispositif d’éducation musicale et orchestrale à vocation sociale) en Picardie.
Les Siècles sont également l’acteur principal de l’émission de télévision Presto proposée à plusieurs millions de téléspectateurs sur France 2 et éditée en DVD avec le concours du CNDP.
L’ensemble est depuis 2010 conventionné par le ministère de la Culture et de la Communication et la DRAC Hauts-de-France pour une résidence dans la région Hauts-de-France. Il est soutenu depuis 2011 par le conseil départemental de l'Aisne pour renforcer sa présence artistique et pédagogique sur ce territoire, notamment à la Cité de la musique et de la danse de Soissons.
L’orchestre intervient également à Nanterre grâce au soutien de la municipalité et est artiste en résidence au Théâtre-Sénart et artiste associé au Théâtre de Nîmes, au festival Les Musicales de Normandie et au festival Berlioz à La Côte-Saint-André.
L’orchestre est soutenu par l’association Échanges et Bibliothèques et ponctuellement par le Palazzetto Bru Zane - Centre de musique romantique française, la SPEDIDAM, l'ADAMI, l’Institut français, le Bureau Export, la SPPF et le FCM.
Il est membre administrateur de la FEVIS, membre de l’Association française des orchestres et membre associé du SPPF.

### Retrait de François-Xavier Roth
Le 22 mai 2024, Le Canard enchaîné publie le témoignage de sept musiciens et musiciennes, déclarant avoir reçu par téléphone de nombreux messages et photos à caractère sexuel non désirés. François-Xavier Roth reconnaît ces échanges : « Si je suis allé trop loin, je présente mes excuses à celles que j’ai pu choquer. » Ces pratiques semblaient connues depuis plusieurs années. D'après le canard enchaîné « Déjà dans les années 2005-2010, les jeunes musiciennes débutant dans l'orchestre des Siècles étaient prévenues. Certaines […] considérant ces messages comme des rites de passage »,. À la suite de cet article, Roth est remplacé au pied levé le soir même par Adrien Perruchon pour un concert au théâtre des Champs-Élysées.
Le 23 mai, la FEVIS (Fédération des ensembles vocaux et instrumentaux spécialisés) exclut à l'unanimité l'ensemble Les Siècles de ses adhérents. Une décision qui fragilise les musiciens de l'ensemble, à qui la FEVIS apporte son soutien. Le lendemain, Roth annonce sa mise en retrait de toutes ses fonctions artistiques, notamment de la direction des Siècles.

## Discographie
- Bizet - Symphonie en ut majeur et Jeux d'enfants, Op.22, Emmanuel Chabrier, Suite pastorale (2007) - Diapason d'or et Disc of the Week (BBC et Classic FM), 5 étoiles (Magazine Fono Forum)
- Chopin - Concertos pour piano no 1 et 2, dir. François-Xavier Roth, Denis Pascal, piano, Naïve
- Bizet - Chabrier, dir. François-Xavier Roth, Les Siècles, Mirare (2007) - Diapason Découverte
- Berlioz - Symphonie fantastique, dir. François-Xavier Roth, Les Siècles, « Les Siècles Live », dir. François-Xavier Roth, Ed. Musicales Actes Sud, Distri. Harmonia Mundi (2010)
- Saint-Saëns - Concerto pour piano no 3 et Symphonie n°3 avec orgue, dir. François-Xavier Roth - Jean-François Heisser, piano - Daniel Roth, orgue « Les Siècles Live », Ed. Musicales Actes Sud, Distri. Harmonia Mundi (2010)
- Matalon4 - Trames 2, 4 et 8, dir. François-Xavier Roth, Les Siècles, « Les Siècles Live », dir. François-Xavier Roth, Ed. Musicales Actes Sud, Distri. Harmonia Mundi (2011)
- Stravinsky - L'Oiseau de feu (ballet complet 1910). Premier enregistrement sur instruments d'époque - Les Siècles, « Les Siècles Live », dir. François-Xavier Roth, Ed. Musicales Actes Sud, Distri. Harmonia Mundi (2011) - Preis der deutschen Schallplatten kritik, Edison Klassiek Prize 2012, Gramophone Choice
- Dubois - Concerto pour piano et Ouverture de Frithiof - Les Siècles, « Les Siècles Live », dir. François-Xavier Roth, Ed. Musicales Actes Sud, Distri. Harmonia Mundi (2012)
- Liszt - Dante Symphonie & Orpheus - Les Siècles, « Les Siècles Live », dir. François-Xavier Roth, Ed. Musicales Actes Sud, Distri. Harmonia Mundi (2012)
- Debussy - La Mer & Première Suite d'Orchestre (première mondiale), « Les Siècles Live », dir. François-Xavier Roth, Ed. Musicales Actes Sud, Distri. Harmonia Mundi (2013)
- Dukas - L'Apprenti Sorcier / Cantate Velleda / Polyeucte, dir. François-Xavier Roth, Musicales Actes Sud, Harmonia Mundi (2013)
- Stravinsky - Le Sacre du Printemps (recréation de la version jouée le 29 mai 1913) / Petrouchka (version 1911), dir. François-Xavier Roth, Musicales Actes Sud, Harmonia Mundi (2014)
- France - Espagne (Chabrier, Espana / Massenet, Le Cid - ballet / Ravel, Alborada del Gracioso / Debussy, Iberia), dir. François-Xavier Roth, Musicales Actes Sud, Harmonia Mundi (2015)
- Ravel - Daphnis & Chloé, ballet complet, avec l'Ensemble Aedes, Harmonia mundi (2017)
- Carl Craig - Versus, avec Francesco Tristano, Infiné (2017)
- Fauré - Requiem version 1893, Ensemble Aedes, dir. Mathieu Romano, Aparté (2019)
- Debussy - Prélude à l'après-midi d'un faune, Jeux, Nocturnes, dir. François-Xavier Roth, Harmonia Mundi (2018)
- Ravel - Shéhérazade (ouverture de féérie), Le Tombeau de Couperin, Ma Mère l'Oye, dir. François-Xavier Roth, Harmonia Mundi (2018)
- Berlioz - Harold en Italie, Les Nuits d'été, Tabea Zimmermann, alto - Stéphane Degout, baryton, dir. François-Xavier Roth, Harmonia Mundi (2019)
- Mahler - Titan - Eine Tondichtung in Symphonieform, dir. François-Xavier Roth, Harmonia Mundi (2019)
- Berlioz - Symphonie Fantastique & Les Francs-Juges - ouverture, dir. François-Xavier Roth, Harmonia Mundi (2019)
- Ravel - La Valse - Mussorgsky: Les Tableaux d'une exposition (Orch. Ravel), dir. François-Xavier Roth, Harmonia Mundi (2020)
- Saint-Saëns - Le Timbre d'argent, dir. François-Xavier Roth - Palazzetto Bru Zane (2020) - premier enregistrement mondial
- Beethoven - Symphonie n°5, Gossec - Symphonie à 17 parties, dir. François-Xavier Roth - Harmonia Mundi (2020)
- Saint-Saëns, Concertos pour Violoncelle et Orchestre n°1 et n°2, Sol Gabetta, violoncelle, Les Siècles, dir. François-Xavier Roth. Warner 2021
- Mahler, Symphonie No.4, Sabine Devielhe, soprano, dir. François-Xavier Roth - Harmonia Mundi (2022)

## Enregistrement vidéo
- Presto, dir. François-Xavier Roth, Les Siècles, Mirare (2007)
- Berlioz - La Damnation de Faust, Mathias Vidal, Anna Caterina Antonacci, Nicolas Courjal, Chœur Marguerite Louise, dir. François-Xavier Roth, DVD Chateau de Versailles Spectacles (2019)